# Dean White
Dean White est un producteur et réalisateur de télévision américain. Il a entre autres réalisé les séries télévisées Once Upon a Time, Les 100 et The Shield.